# فاطمه محمدبیگی
فاطمه محمدبیگی (زاده ۱۱ تیر ۱۳۶۰ قزوین)‌ پزشک عمومی، مدرس دانشگاه و سیاستمدار ایرانی است.‌ وی نماینده حوزه  انتخابیه قزوین، آبیک و البرز در دورهٔ یازدهم و دوازدهم مجلس شورای اسلامی است. 
محمدبیگی همچنین پیش از این در دهمین دوره انتخابات مجلس شورای اسلامی نیز از سوی ائتلاف اصولگرایان نامزد شده بود که با کسب ۶۶ هزار و ۶۰۴ رأی در جایگاه چهارم قرار گرفته و از راهیابی به مجلس بازماند.وی موفق شد در یازدهمین انتخابات مجلس شورای اسلامی که در تاریخ ۲ اسفند ۱۳۹۸ برگزار شد، با کسب ۱۰۸ هزار و ۹۲۴ رای، از حوزه انتخابیه حوزه انتخابیه قزوین، آبیک و الوند از استان قزوین به عنوان نماینده اول استان انتخاب گردد و به مجلس راه یابد. محمد بیگی در دوازدهمین انتخابات مجلس شورای اسلامی که در تاریخ اسفند ماه ۱۴۰۲ برگزار شد با کسب ۵۲۷۵۶ رای از حوزه انتخابیه حوزه انتخابیه قزوین، آبیک، الوند از استان قزوین به عنوان نماینده دوم استان انتخاب گردد و به مجلس راه یابد.
وی هم‌اکنون دبیر اول کمیسیون بهداشت و درمان مجلس شورای اسلامی و عضو هیئت رئیسه کمیسیون است.

## انتخابات مجلس دوره یازدهم و دوازدهم
فاطمه محمدبیگی موفق شد در یازدهمین انتخابات مجلس شورای اسلامی که در تاریخ ۲ اسفند ۱۳۹۸ برگزار شد، با کسب ۱۰۸ هزار و ۹۲۴ رای، از حوزه انتخابیه حوزه انتخابیه قزوین، آبیک و الوند از استان قزوین به عنوان نماینده اول استان انتخاب گردد و به مجلس راه یابد.
محمدبیگی همچنین در دوازدهمین انتخابات مجلس شورای اسلامی که در تاریخ اسفند ماه ۱۴۰۲ برگزار شد با کسب ۵۲۷۵۶ رای از حوزه انتخابیه حوزه انتخابیه قزوین، آبیک، الوند از استان قزوین به عنوان نماینده دوم استان انتخاب گردد و به مجلس راه یابد.